# Arthur Wright (Musiker)
Arthur George „Sleepy“ Wright (* 15. Mai 1937; † 4. Juli 2015) war ein US-amerikanischer Rhythm-&-Blues- und Studiomusiker (Gitarre, Arrangement), der sich auch als Songwriter und Musikproduzent betätigte.

## Leben und Wirken
Wright begann seine Karriere als Gitarrist und Backgroundsänger im Raum Los Angeles in verschiedenen Doo-Wop-Gruppen. Während seiner Highschool-Zeit gründete er 1953 eine eigene Band. In den folgenden Jahren spielte er bei Roy Milton, Sam Cooke, Don Julian und Johnny Otis. Wright, der im Laufe seiner Karriere an über 5.000 Aufnahmesessions beteiligt war, arbeitete u. a. mit Smokey Robinson, The Supremes, Ray Charles, The Friends of Distinction, Jimmy Witherspoon, The Righteous Brothers, The Jackson 5, Billy Preston, Bettye Swann, The Emotions, Little Richard, Stevie Wonder, The 5th Dimension, Donna Summer, Jose Feliciano, Ike & Tina Turner, Eddie „Cleanhead“ Vinson, Marvin Gaye (Let’s Get It On) und The Temptations. Er war Mitglied der Band The Wright Bros. Flying Machine.  Als Arrangeur arbeitete er u. a. auch für Jimmy Lewis und Biff Rose; ferner schrieb er die Songs „It's a Sad Song“, „Shut Out“ und „Tree Of Love“.